# Phalacrognathus muelleri
Phalacrognathus muelleri is een keversoort uit de familie vliegende herten (Lucanidae). De wetenschappelijke naam van de soort is voor het eerst geldig gepubliceerd in 1885 door MacLeay.

## Kenmerken
Deze kever heeft dekschilden met metaalachtige glanzende kleuren. Het dier heeft stekelige voorpoten en een kop, die kleiner is dan het pronotum.

## Verspreiding en leefgebied
Deze soort leeft in de regenwouden van Noord-Australië.